# Presidenza di Jimmy Carter
La presidenza di Jimmy Carter è la trentanovesima presidenza degli Stati Uniti d'America, in carica dal 1977 al 1981.
Carter era governatore della Georgia al momento della vittoria alle elezioni presidenziali statunitensi del 1976 contro Gerald Ford.

## Presidenza
La sua amministrazione ha dovuto affrontare una grave crisi energetica e la crisi politica derivante dalla cattura di 52 ostaggi statunitensi nell'ambasciata di Teheran durante la Rivoluzione iraniana del 1979.

### Politica interna
In politica economica seguì un programma di deregolamentazioni e liberalizzazione al fine di stimolare la concorrenza e l'economia. Con l'Airline Deregulation Act del 1978 Carter eliminò il controllo del governo su tariffe e percorsi del settore del trasporto aereo al fine di creare un libero mercato del settore e per permettere l'ingresso in esso di nuove compagnie aeree da aviazione commerciale, lasciando inoltre che fosse la libera concorrenza delle forze di mercato a determinare percorsi e tariffe. Nel 1979 Carter deregolamentò anche l'industria della birra americana, rendendo legale vendere malto, luppolo e lievito di birra per la prima volta dai tempi del proibizionismo degli anni venti. Questa liberalizzazione ha portato ad un aumento del consumo della birra nelle case americane nel corso degli anni '80 e '90 e ha permesso che entro gli anni duemila si sviluppasse in una forte cultura della birra artigianale in tutti gli Stati Uniti.
Carter cercò di proteggere i consumatori garantendo alcune tutele contro i creditori nel Fair Debt Collection Practices Act nel 1977 e anche ai disabili ed anziani con il Housing and Community Development Act e vietando poi con il Community Reinvestment Act alle banche il diritto negare prestiti alle comunità più povere. Il National Consumer Cooperative Bank Act del 1978 ha cercato di mettere fondi da parte per prestiti a basso interesse per avviare cooperative.
Al fine di rispondere alla crisi energetica Carter varò il National Energy Act comprendente: il Public Utility Regulatory Policies Act che promosse la riduzione dei consumi energetici, l'Energy Tax Act che incentivò l'efficienza energetica e la produzione di energia rinnovabile tramite sgravi fiscali, il National Energy Conservation Policy Act sull'energia fotovoltaica, il Power Plant and Industrial Fuel Use Act riguardante l'utilizzo di combustibili fossili e il Natural Gas Policy Act sul settore dei gas naturali.
La Surface Mining Control and Reclamation Act  sempre del 1977 rappresentò la prima legge federale per la protezione dell'ambiente contro le cave di carbone. Essa fu rafforzata dalla seguente Federal Mine Safety and Health Act che mirava alla tutela della salute dei minatori di carbone. Con l'Alaska National Interest Lands Conservation Act Carter trasformò 103 milioni di acri (circa 417,000 km²) di terreno in Alaska in riserve naturali protette e parchi.
Un importante provvedimento sociale varato durante la presidenza di Carter fu il Pregnancy Discrimination Act che proibiva la discriminazione per le donne incinte costringendo inoltre i datori di lavoro a concedere un congedo dal lavoro alle donne che si stanno riprendendo da un aborto.
Altri importanti nodi dell'amministrazione Carter furono l'emergenza della discarica di Love Canal e l'incidente nucleare di Three Mile Island. Per rispondere all'emergenza di Love Canal nel 1980 Carter varò il decreto Comprehensive Environmental Response, Compensation, and Liability Act (CERCLA), detto comunemente Superfund, che stabiliva una tassa sulle industrie chimiche e petrolifere per permettere all'autorità federale di rispondere alle emergenze ambientali ed un fondo destinato a sostenere le spese per la bonifica dei territori inquinati.
Sotto la presidenza Carter furono istituiti il Dipartimento dell'Energia e il Dipartimento dell'Istruzione.

### Politica estera
La politica estera di Carter fu sempre il suo tallone d'Achille nonostante alcuni importanti successi, fra i quali la firma degli accordi di pace di Camp David fra Egitto ed Israele, i Trattati Torrijos-Carter ed alcuni importanti provvedimenti come la deroga al McCarran Act che vietava l'ingresso negli USA dei comunisti. L'asse portante della sua politica estera fu però la promozione dei diritti umani: sin dai primi giorni la Casa Bianca si impegnò per sostenere oppositori, dissidenti ed attivisti all'estero, seppur con risultati contrastanti. Vennero inoltre firmati gli accordi SALT II per la limitazione delle armi nucleari strategiche. Dopo questa prima fase di distensione nei confronti del movimento comunista mondiale, quando l'URSS invase l'Afghanistan nel 1980 ci fu il ritorno di un clima da Guerra fredda: Carter boicottò la XXII Olimpiade che si teneva quell'anno a Mosca.
Alle elezioni del 1980 fu battuto con ampio margine da Ronald Reagan, cosa che gli impedì di esercitare un secondo mandato.

## Composizione del Gabinetto
| Dipartimento | Incarico                                                 | Ritratto                | Nome                      | Mandato | Mandato |
| Dipartimento | Incarico                                                 | Ritratto                | Nome                      | Inizio  | Termine |
| ------------ | -------------------------------------------------------- | ----------------------- | ------------------------- | ------- | ------- |
|              | Presidente                                               |                         | Jimmy Carter              | 1977    | 1981    |
|              | Vice Presidente                                          |                         | Walter Mondale            | 1977    | 1981    |
|              |                                                          |                         |                           |         |         |
|              | Segretario di Stato                                      |                         | Cyrus Vance               | 1977    | 1980    |
|              | Segretario di Stato                                      | Edmund Muskie           | 1980                      | 1981    |         |
|              | Segretario al tesoro                                     |                         | Werner Michael Blumenthal | 1977    | 1979    |
|              | Segretario al tesoro                                     | George William Miller   | 1979                      | 1981    |         |
|              | Segretario della Difesa                                  |                         | Harold Brown              | 1977    | 1981    |
|              | Procuratore generale                                     |                         | Griffin Boyette Bell      | 1977    | 1979    |
|              | Procuratore generale                                     | Benjamin Civiletti      | 1979                      | 1981    |         |
|              | Segretario degli Interni                                 |                         | Cecil D. Andrus           | 1977    | 1981    |
|              | Segretario dell'Agricoltura                              |                         | Robert Bergland           | 1977    | 1981    |
|              | Segretario al Commercio                                  |                         | Juanita Kreps             | 1977    | 1979    |
|              | Segretario al Commercio                                  | Philip Klutznick        | 1979                      | 1981    |         |
|              | Segretario del Lavoro                                    |                         | Ray Marshall              | 1977    | 1981    |
|              | Segretario della Salute, dell'Istruzione e del Benessere |                         | Joseph A. Califano, Jr.   | 1977    | 1981    |
|              | Segretario della Salute, dell'Istruzione e del Benessere | Patricia Roberts Harris | 1977                      | 1981    |         |
|              | Segretario della Casa e dello Sviluppo Urbano            |                         | Patricia Roberts Harris   | 1977    | 1979    |
|              | Segretario della Casa e dello Sviluppo Urbano            | Maurice Landrieu        | 1979                      | 1981    |         |
|              | Segretario dei Trasporti                                 |                         | Brock Adams               | 1977    | 1979    |
|              | Segretario dei Trasporti                                 | Neil Goldschmidt        | 1979                      | 1981    |         |
|              | Segretario dell'Energia                                  |                         | James R. Schlesinger      | 1977    | 1979    |
|              | Segretario dell'Energia                                  | Charles Duncan          | 1979                      | 1981    |         |
|              | Segretario dell'Istruzione                               |                         | Shirley Hufstedler        | 1977    | 1981    |
|              |                                                          |                         |                           |         |         |
|              | Capo di Gabinetto                                        |                         | Vacante                   | 1977    | 1979    |
|              | Capo di Gabinetto                                        | Hamilton Jordan         | 1979                      | 1980    |         |
|              | Capo di Gabinetto                                        | Jack Watson             | 1980                      | 1981    |         |
|              | Amministratore dell'EPA                                  |                         | Douglas Costle            | 1977    | 1981    |
|              | Amministratore dell'OMB                                  |                         | Bert Lance                | 1977    | 1977    |
|              | Amministratore dell'OMB                                  | James McIntyre          | 1977                      | 1981    |         |
|              | Ambasciatore presso le Nazioni Unite                     |                         | Andrew Young              | 1977    | 1979    |
|              | Ambasciatore presso le Nazioni Unite                     | Donald McHenry          | 1979                      | 1981    |         |
|              | Rappresentante per il Commercio                          |                         | Robert Strauss            | 1977    | 1979    |
|              | Rappresentante per il Commercio                          | Reubin Askew            | 1979                      | 1981    |         |

### Altri ruoli importanti
- Direttore della CIA: Stansfield Turner (1977–1981)
- Consigliere per la sicurezza nazionale: Zbigniew Brzezinski (1977–1981)